# Лёгкая атлетика на летней Спартакиаде народов СССР 1963
Соревнования по лёгкой атлетике на III летней Спартакиаде народов СССР проходили с 9 по 15 августа 1963 года в Москве на Центральном стадионе имени В. И. Ленина. Состязания одновременно имели статус 35-го чемпионата СССР по лёгкой атлетике. На протяжении семи дней были разыграны 39 комплектов медалей (25 у мужчин и 14 у женщин).
Главным героем соревнований стал ленинградский спринтер Эдвин Озолин. Он выиграл три индивидуальные дисциплины (100 м, 200 м и 200 м с барьерами), а также занял второе место в эстафете 4×100 метров. На самой короткой дистанции Озолин оказался сильнейшим в стране пятый год подряд. В финале бега на 200 метров ему удалось повторить рекорд СССР, который принадлежал нескольким спортсменам — 20,9.
В прыжке с шестом с новым национальным рекордом победил Геннадий Близнецов. 22-летний легкоатлет из Харькова впервые поднялся на пьедестал чемпионата Советского Союза — и сразу на верхнюю ступень.
Одержать победы на всех трёх прошедших Спартакиадах (1956, 1959 и 1963 годов) смогли всего три человека: титулованный десятиборец Василий Кузнецов и бегуньи на короткие дистанции Мария Иткина и Галина Попова. Кузнецов выиграл чемпионский титул в многоборье в десятый раз из 11 возможных, при этом его отрыв от серебряного призёра Анатолия Овсеенко оказался минимальным из всех, всего 15 очков.
Мария Иткина была близка к достижению Эдвина Озолина по количеству индивидуальных побед, но к двум золотым медалям на дистанциях 100 и 400 метров прибавила только бронзу в беге на 200 метров. В беге на один круг ей удалось повторить собственный рекорд Европы — 53,4. На стометровке она финишировала первой на четвёртом подряд чемпионате страны. Таким образом, после 1963 года в активе Иткиной оказались победы на Спартакиадах во всех трёх спринтерских дисциплинах: 1956 год — 200 м, 1959 год — 400 м, 1963 год — 100 м и 400 м.
Праздновать тройной успех Иткиной помешала Галина Попова из Ленинграда, выигравшая 200 метров, а также эстафету 4×100 метров. На Спартакиаде четырьмя годами ранее у неё было три золотые медали (эти же виды + 100 метров), а на самом первом турнире в 1956 году — ещё одна (100 м).
Тремя победными выступлениями на соревнованиях отметилась Татьяна Щелканова. К третьему подряд титулу чемпионки страны в прыжке в длину она добавила успех в пятиборье и эстафете 4×100 метров.
Свои длительные победные серии на главном национальном старте продолжили Анатолий Михайлов и Тамара Пресс. Михайлов в седьмой раз подряд выиграл чемпионат Советского Союза в беге на 110 метров с барьерами. Пресс четвёртый год подряд сделала победный дубль в толкании ядра и метании диска.
За три недели до старта соревнований Валерий Брумель установил на этом же стадионе новый мировой рекорд в прыжке в высоту — 2,28 м. На Спартакиаде он показал результат значительно скромнее (2,10 м), но и его оказалось достаточно для третьего подряд титула чемпиона страны.
Серебряный призёр чемпионата Европы 1962 года, рекордсмен страны Валерий Булышев показал очень высокий результат в беге на 800 метров, позволивший ему впервые стать чемпионом СССР — 1.47,7. Прежде никто на национальном первенстве не бежал эту дистанцию быстрее 1 минуты 48 секунд.
Соревнования чемпионата СССР по кроссу прошли 23 февраля в украинском городе Мукачево (не входили в программу III летней Спартакиады народов СССР).

## Командное первенство
Сборная Москвы во второй раз одержала победу в командном зачёте Спартакиады. Столичные спортсмены были сильнейшими на первом турнире в 1956 году, но затем уступили сборной Ленинграда в 1959 году.
| Место | Команда             |
| ----- | ------------------- |
| 1     | Москва              |
| 2     | Ленинград           |
| 3     | Украинская ССР      |
| 4     | РСФСР               |
| 5     | Белорусская ССР     |
| 6     | Эстонская ССР       |
| 7     | Казахская ССР       |
| 8     | Латвийская ССР      |
| 9     | Грузинская ССР      |
| 10    | Литовская ССР       |
| 11    | Азербайджанская ССР |
| 12    | Узбекская ССР       |
| 13    | Киргизская ССР      |
| 14    | Молдавская ССР      |
| 15    | Таджикская ССР      |
| 16    | Армянская ССР       |
| 17    | Туркменская ССР     |

## Призёры

### Мужчины
| Дисциплина             | Золото                                                                                   | Золото           | Серебро                                                                 | Серебро           | Бронза                                                                                 | Бронза            |
| ---------------------- | ---------------------------------------------------------------------------------------- | ---------------- | ----------------------------------------------------------------------- | ----------------- | -------------------------------------------------------------------------------------- | ----------------- |
| 100 м                  | Эдвин Озолин Ленинград                                                                   | 10,5             | Амин Туяков Москва                                                      | 10,7              | Гусман Косанов Казахская ССР Алма-Ата                                                  | 10,7              |
| 200 м                  | Эдвин Озолин Ленинград                                                                   | 20,9             | Вадим Архипчук Украинская ССР Киев                                      | 21,4              | Амин Туяков Москва                                                                     | 21,4              |
| 400 м                  | Вадим Архипчук Украинская ССР Киев                                                       | 46,5             | Григорий Свербетов Москва                                               | 47,2              | Василий Анисимов Украинская ССР Киев                                                   | 47,3              |
| 800 м                  | Валерий Булышев Ленинград                                                                | 1.47,7           | Рейн Тёлп Эстонская ССР Таллин                                          | 1.47,9            | Абрам Кривошеев Украинская ССР Черновцы                                                | 1.47,9            |
| 1500 м                 | Василий Савинков Казахская ССР Алма-Ата                                                  | 3.44,9           | Иван Белицкий Украинская ССР Одесса                                     | 3.45,3            | Валентин Караулов Москва                                                               | 3.46,7            |
| 5000 м                 | Юрий Тюрин Москва                                                                        | 13.48,4          | Леонид Иванов Киргизская ССР Фрунзе                                     | 13.49,2           | Валентин Самойлов Москва                                                               | 13.49,4           |
| 10 000 м               | Леонид Иванов Киргизская ССР Фрунзе                                                      | 29.08,8          | Фаиз Хузин РСФСР Пермь                                                  | 29.21,2           | Борис Ефимов Украинская ССР Запорожье                                                  | 29.33,8           |
| Марафон                | Виктор Байков РСФСР Рязань                                                               | 2:19.55,0        | Юрий Попов Ленинград                                                    | 2:20.09,6         | Сергей Попов Ленинград                                                                 | 2:21.10,0         |
| 3000 м с препятствиями | Николай Соколов РСФСР Вологда                                                            | 8.37,6           | Эдуард Осипов Москва                                                    | 8.38,6            | Лазарь Народицкий Москва                                                               | 8.39,6            |
| 110 м с барьерами      | Анатолий Михайлов Ленинград                                                              | 14,1             | Виктор Балихин Белорусская ССР Брест                                    | 14,2              | Николай Березуцкий Ленинград                                                           | 14,3              |
| 200 м с барьерами      | Эдвин Озолин Ленинград                                                                   | 23,3             | Василий Анисимов Украинская ССР Киев                                    | 23,5              | Михаил Худолей Москва                                                                  | 23,7              |
| 400 м с барьерами      | Василий Анисимов Украинская ССР Киев                                                     | 50,9             | Алексей Кленин Ленинград                                                | 51,6              | Вадим Маршев Азербайджанская ССР Баку                                                  | 52,2              |
| Прыжок в высоту        | Валерий Брумель Москва                                                                   | 2,10 м           | Виктор Большов РСФСР Грозный                                            | 2,05 м            | Николай Вальчук Украинская ССР Львов                                                   | 2,05 м            |
| Прыжок с шестом        | Геннадий Близнецов Украинская ССР Харьков                                                | 4,70 м           | Игорь Петренко Украинская ССР Киев                                      | 4,40 м            | Андрей Гамаль Молдавская ССР Кишинёв                                                   | 4,40 м            |
| Прыжок в длину         | Игорь Тер-Ованесян Москва                                                                | 7,88 м           | Леонид Барковский Украинская ССР Львов                                  | 7,70 м            | Антанас Ваупшас Литовская ССР Вильнюс                                                  | 7,59 м            |
| Тройной прыжок         | Владимир Горяев Белорусская ССР Минск                                                    | 16,34 м          | Анатолий Алябьев Украинская ССР Киев                                    | 16,31 м           | Витольд Креер РСФСР Московская область                                                 | 16,20 м           |
| Толкание ядра          | Адольфас Варанаускас Литовская ССР Вильнюс                                               | 18,71 м          | Николай Карасёв Москва                                                  | 18,60 м           | Виктор Липснис Ленинград                                                               | 18,40 м           |
| Метание диска          | Ким Буханцов Москва                                                                      | 54,44 м          | Альгимантас Балтушникас Литовская ССР Каунас                            | 54,05 м           | Валентин Ковтун Украинская ССР Харьков                                                 | 53,59 м           |
| Метание молота         | Геннадий Кондрашов РСФСР Челябинск                                                       | 67,21 м          | Юрий Бакаринов Москва                                                   | 66,29 м           | Ромуальд Клим Белорусская ССР Витебск                                                  | 64,93 м           |
| Метание копья          | Янис Лусис Латвийская ССР Рига                                                           | 79,63 м          | Март Паама Эстонская ССР Тарту                                          | 78,93 м           | Владимир Кузнецов Москва                                                               | 77,34 м           |
| Десятиборье*           | Василий Кузнецов Москва                                                                  | 7854 очка (7610) | Анатолий Овсеенко Москва                                                | 7839 очков (7536) | Михаил Стороженко Ленинград                                                            | 7370 очков (7273) |
| Ходьба на 20 км        | Борис Хролович Белорусская ССР Минск                                                     | 1:31.35,4        | Владимир Голубничий Украинская ССР Сумы                                 | 1:32.02,0         | Анатолий Ведяков Москва                                                                | 1:33.06,0         |
| Ходьба на 50 км        | Анатолий Ведяков Москва                                                                  | 4:10.48,2        | Александр Щербина Грузинская ССР Тбилиси                                | 4:13.01,0         | Сергей Григорьев Ленинград                                                             | 4:15.14,0         |
| Эстафета 4×100 м       | Москва Слава Прохоровский Амин Туяков Борис Зубов Игорь Тер-Ованесян                     | 40,4             | Ленинград Анатолий Михайлов Борис Савчук Эдвин Озолин Николай Политико  | 40,7              | РСФСР · Валерий Гревцев · Александр Мацко · Геннадий Богородский · Александр Золотарёв | 41,0              |
| Эстафета 4×400 м       | Украинская ССР · Константин Грачёв · Абрам Кривошеев · Василий Анисимов · Вадим Архипчук | 3.09,4           | Москва Валерий Фролов Вячеслав Богатов Виктор Бычков Григорий Свербетов | 3.10,1            | Белорусская ССР · Имант Куклич · Леонид Шостак · Эдуард Павлов · А. Панков             | 3.10,8            |

* Для определения победителя в соревнованиях десятиборцев использовалась старая система начисления очков. Пересчёт с использованием современных таблиц перевода результатов в баллы приведён в скобках.

### Женщины
| Дисциплина                                   | Золото                                                                       | Золото    | Серебро                                                                  | Серебро   | Бронза                                                              | Бронза    |
| -------------------------------------------- | ---------------------------------------------------------------------------- | --------- | ------------------------------------------------------------------------ | --------- | ------------------------------------------------------------------- | --------- |
| 100 м                                        | Мария Иткина Белорусская ССР Минск                                           | 11,6      | Галина Попова Ленинград                                                  | 11,7      | Ренате Лаце Латвийская ССР Рига                                     | 11,9      |
| 200 м                                        | Галина Попова Ленинград                                                      | 23,7      | Людмила Самотёсова РСФСР Брянск                                          | 23,9      | Мария Иткина Белорусская ССР Минск                                  | 23,9      |
| 400 м                                        | Мария Иткина Белорусская ССР Минск                                           | 53,4      | Гения Марочкина Украинская ССР Луганск                                   | 55,2      | Альбина Сухановская РСФСР Московская область                        | 55,4      |
| 800 м                                        | Вера Муханова Москва                                                         | 2.06,0    | Зоя Скобцова РСФСР Иваново                                               | 2.06,2    | Тамара Бабинцева Ленинград                                          | 2.06,5    |
| 80 м с барьерами                             | Нилия Кулькова Ленинград                                                     | 10,8      | Галина Быстрова РСФСР Горький                                            | 11,0      | Римма Кошелева РСФСР Горький                                        | 11,0      |
| 100 м с барьерами (высота барьеров: 76,2 см) | Нилия Кулькова Ленинград                                                     | 13,3      | Лилия Макошина Украинская ССР Киев                                       | 13,5      | Зинаида Криунова РСФСР Ставрополь                                   | 13,6      |
| Прыжок в высоту                              | Таисия Ченчик Москва                                                         | 1,73 м    | Клара Пушкарёва РСФСР Московская область                                 | 1,70 м    | Валентина Лебединская Узбекская ССР Ташкент                         | 1,65 м    |
| Прыжок в высоту                              | Таисия Ченчик Москва                                                         | 1,73 м    | Клара Пушкарёва РСФСР Московская область                                 | 1,70 м    | Антонина Окорокова РСФСР Московская область                         | 1,65 м    |
| Прыжок в длину                               | Татьяна Щелканова Ленинград                                                  | 6,29 м    | Валентина Дьяконова Ленинград                                            | 6,02 м    | Татьяна Коцарь Украинская ССР Краматорск                            | 6,01 м    |
| Толкание ядра                                | Тамара Пресс Ленинград                                                       | 17,53 м   | Галина Зыбина Ленинград                                                  | 16,46 м   | Людмила Жданова РСФСР Московская область                            | 16,13 м   |
| Метание диска                                | Тамара Пресс Ленинград                                                       | 57,63 м   | Нина Пономарёва Москва                                                   | 53,06 м   | Любовь Яковцева Украинская ССР Киев                                 | 51,91 м   |
| Метание копья                                | Елена Горчакова Москва                                                       | 54,97 м   | Алевтина Шаститко Ленинград                                              | 53,60 м   | Галина Высоцкая Украинская ССР Кременчуг                            | 51,46 м   |
| Пятиборье                                    | Татьяна Щелканова Ленинград                                                  | 4863 очка | Ольга Кардаш Ленинград                                                   | 4652 очка | Галина Быстрова РСФСР Горький                                       | 4641 очко |
| Эстафета 4×100 м                             | Ленинград Татьяна Щелканова Людмила Щелканова Людмила Кабанова Галина Попова | 45,6      | РСФСР · Римма Кошелева · Вера Попкова · Нина Чалова · Людмила Самотёсова | 46,5      | Москва Галина Чвилёва Наталья Галкина Татьяна Талышева Галина Гайда | 46,6      |
| Эстафета 4×200 м                             | РСФСР · Людмила Самотесова · Мария Иткина · Галина Попова · Зиба Алескерова  | 1.34,7    | Москва                                                                   | 1.38,8    | Ленинград                                                           | 1.40,0    |

## Чемпионат СССР по кроссу
Лично-командный чемпионат СССР по кроссу 1963 года состоялся 23 февраля в Мукачево, Украинская ССР.

### Мужчины
| Дисциплина  | Золото                           | Золото  | Серебро                               | Серебро | Бронза                                    | Бронза  |
| ----------- | -------------------------------- | ------- | ------------------------------------- | ------- | ----------------------------------------- | ------- |
| Кросс 5 км  | Алексей Конов Буревестник Ереван | 15.12,4 | Леонид Иванов Трудовые резервы Фрунзе | 15.15,0 | Кестутис Орентас Динамо Вильнюс           | 15.20,4 |
| Кросс 14 км | Фаиз Хузин Труд Пермь            | 45.03,0 | Владимир Труфанов Динамо Киев         | 45.52,6 | Константин Воробьёв Буревестник Ленинград | 46.01,2 |

### Женщины
| Дисциплина | Золото                                      | Золото | Серебро                                    | Серебро | Бронза                                   | Бронза |
| ---------- | ------------------------------------------- | ------ | ------------------------------------------ | ------- | ---------------------------------------- | ------ |
| Кросс 1 км | Тамара Дмитриева Советская Армия Москва     | 2.57,6 | Вера Гилёва Динамо Пермь                   | 2.59,0  | Марина Перевалушко Труд Уфа              | 3.04,0 |
| Кросс 2 км | Тамара Бабинцева Трудовые резервы Ленинград | 6.20,2 | Фелиция Кароблене Трудовые резервы Вильнюс | 6.27,2  | Людмила Терпигорева Советская Армия Киев | 6.29,0 |